# Dæmon
Dæmoni so neresnična bitja, ki nastopajo v trilogiji Njegova temna tvar, ki jo je napisal britanski pisatelj Philip Pullman. 
Vsak človek ima svojega dæmona in se z njim ne more oddaljiti več kot nekaj metrov. Če otroka ločiš od njegovega dæmona bo ta skoraj zagotovo umrl. Bitja lahko v otrokovem otroštvu spreminjajo obliko, ko pa otrok odraste, se ustalijo v eno od mnogih živali.